# 喀什菊属
喀什菊属（学名：Kaschgaria）是菊科下的一个属，为灌木状植物。该属共有密枝喀什菊（K. brachanthemoides）与喀什菊（K. komarovii）两种，分布于中亚和中国新疆。